# دائرة زاوية كنتة
دائرة زاوية كنتة هي أحد دوائر ولاية أدرار الجزائرية. تضم الدائرة بلديتين هما:
- زاوية كنتة
- أنزغمير